# Experimento de Torricelli

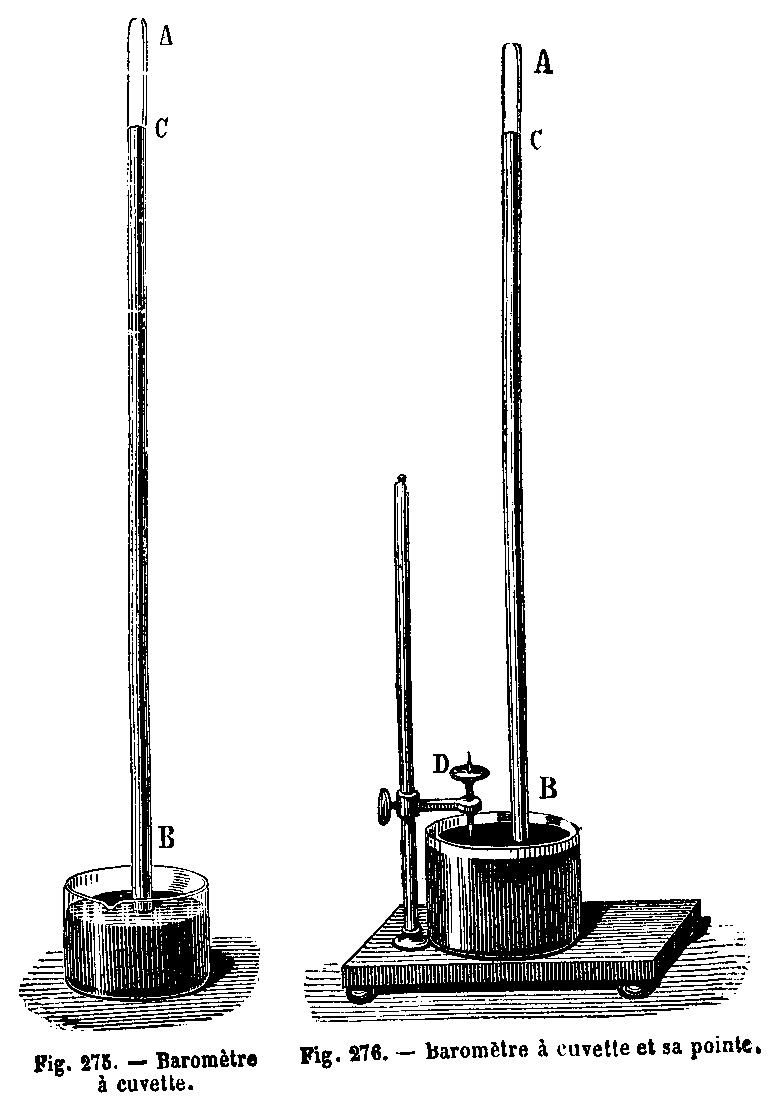
Torricelli inventó el barómetro de mercurio, grabado en los libros de Camille Flammarion (1923)

El experimento de Torricelli  fue un proyecto realizado en 1643 por el físico y químico  italiano Evangelista Torricelli en un laboratorio que logró medir la presión atmosférica por primera vez.
Torricelli, llenó con mercurio un tubo de 1 metro (100 cm) de largo, cerrado por uno de los extremos y lo invirtió sobre una cubeta llena de mercurio, de inmediato la columna de mercurio bajó varios centímetros, permaneciendo estática a unos 76 cm (760 mm) de altura. Este cambio en la altura de la columna de mercurio era causado por dos presiones, la atmosférica y la de los átomos del mercurio que se compactaron generando presión entre el tubo y el mercurio de la cubeta.
Según se observa, la presión era muy grande: directamente proporcional a la altura de la columna de mercurio (Hg), así se adoptó como medida de la presión el mm (milímetro) de mercurio.
Torricelli llegó a la conclusión de que el mercurio del tubo descendía hasta que la presión ejercida por la atmósfera sobre la superficie libre de la cubeta equilibraba por la presión ejercida por la columna de mercurio.
760 mmHg = 1 atm 
1 atm = 1013 mbar o hPa 
1 mbar o hPa = 0,7502467 mmHg